# El ángel caído (Cabanel)
El ángel caído es una pintura al óleo sobre tela realizada en 1868 por Alexandre Cabanel a la edad de 24 años.

## Localización
El cuadro se conserva en el Museo Fabre en Montpellier,  Francia.

## Historia
En el capítulo duodécimo del Apocalipsis de San Juan se narra una gran batalla en los cielos, en la que un ejército de ángeles rebeldes fueron derrotados por San Miguel y sus ángeles. El ángel caído fue condenado a vivir en la tierra.

## Análisis
Es una obra romántica, la figura del Mal está pintada como un héroe griego de cuerpo perfecto y con una mirada muy expresiva, mezcla de rabia y desafío contra el que lo ha desterrado.
Sus alas se oscurecen en las puntas, como si se pudrieran antes de caer. El personaje de la pintura se puede comparar con Satanás, que era un ángel fiel pero fue expulsado después de rebelarse contra Yahvé. A raíz de este evento, algunos comenzaron a llamarlo El Rey del Inframundo.

## Cita Bíblica (Isaías 14:12)
¡Cómo caíste del cielo,

Lucifer, hijo de la mañana!
 
¡Derribado fuiste a tierra 

tú que debilitabas las naciones!

Tú que dijiste en tu corazón:

Subiré al cielo,

Levantaré mi trono por encima de las estrellas de Dios
 
y me sentaré en el Monte de la Congregación

hacia los lados del norte.
 
Sobre las alturas de las nubes subiré,

y seré semejante al Altísimo
.

## Crítica
Cabanel quería pintar la belleza del ángel caído con un minucioso estudio anatómico (músculos marcados) y el color, al estilo manierista, con esa luz difusa que baña toda la obra.